# دریای بالی

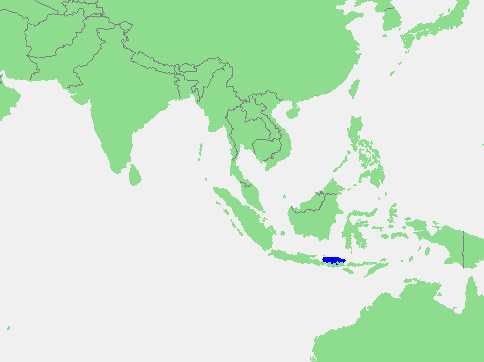
موقعیت دریای بالی به رنگ آبی.

دریای بالی (اندونزیایی: Laut Bali) یک پهنه آبی در شمال جزیره بالی و جنوب جزیره کانگین در اندونزی است. این دریا بخش جنوب غربی دریای فلورس را تشکیل داده و تنگه مادورا از جهت غرب دریای بالی را به این دریا پیوند می‌دهد.